# Cantonul Marchiennes
Cantonul Marchiennes este un canton din arondismentul Douai, departamentul Nord, regiunea Nord-Pas-de-Calais, Franța.

## Comune
- Bouvignies
- Bruille-lez-Marchiennes
- Erre
- Fenain
- Hornaing (Horning)
- Marchiennes (Masenne) (reședință)
- Pecquencourt (Vissershoven)
- Rieulay
- Somain
- Tilloy-lez-Marchiennes
- Vred
- Wandignies-Hamage
- Warlaing